# 25486 Michaelwham
25486 Michaelwham è un asteroide della fascia principale. Scoperto nel 1999, presenta un'orbita caratterizzata da un semiasse maggiore pari a 2,5398278 UA e da un'eccentricità di 0,1570429, inclinata di 6,02379° rispetto all'eclittica.